# بوک اسخلینگرهاوت
بوک اسخلینگرهاوت (هلندی: Bouk Schellingerhoudt; ۴ مهٔ ۱۹۱۹ – ۱۹ سپتامبر ۲۰۱۰) دوچرخه‌سوار اهل هلند بود.